# Éolo Maia

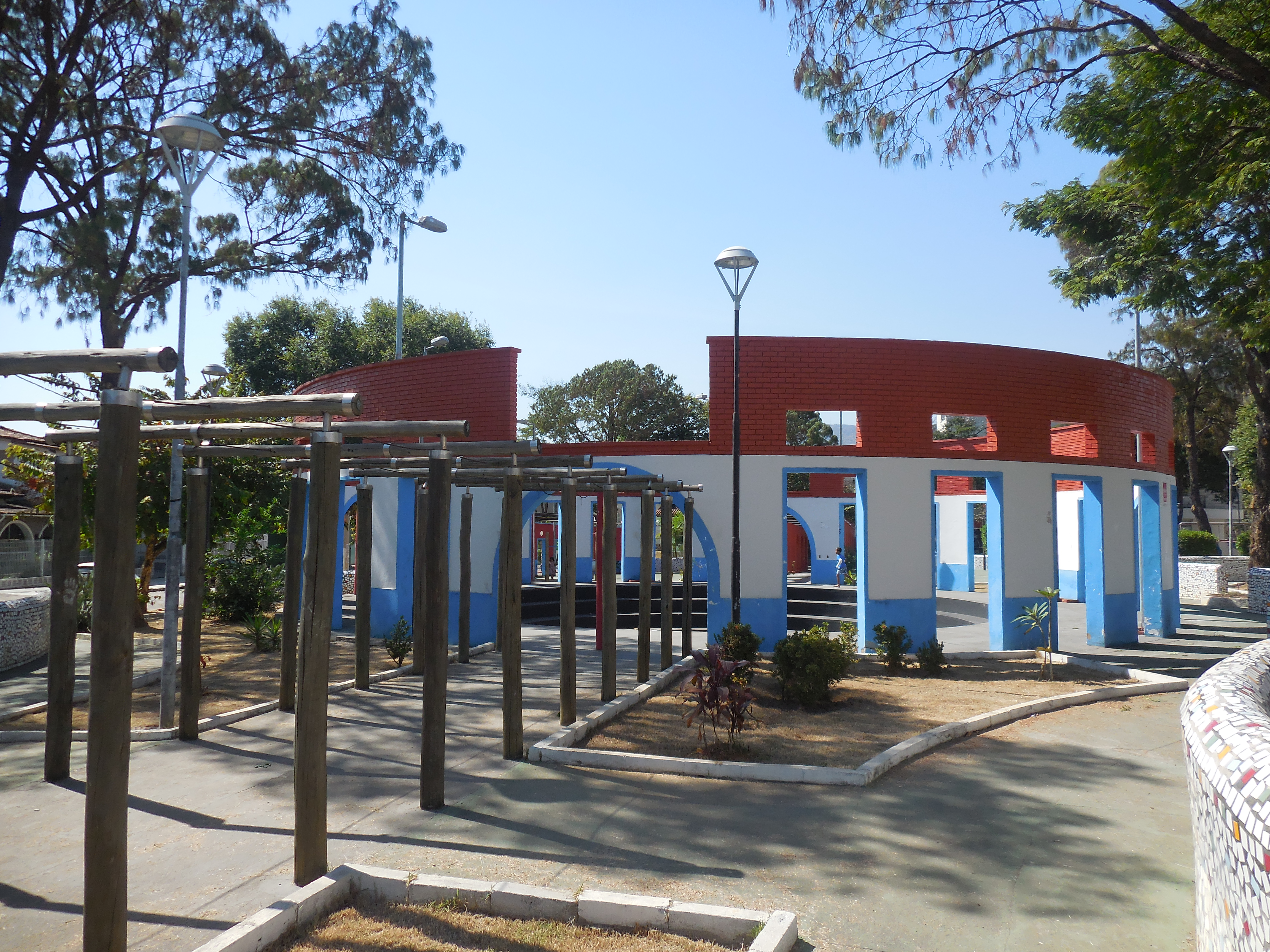
A Praça do Coliseu, no município de Timóteo, Minas Gerais, é um projeto de Éolo Maia.

Éolo Maia (Ouro Preto, 27 de janeiro de 1942 – Belo Horizonte, 16 de setembro de 2002) foi um arquiteto brasileiro com importante influência na arquitetura contemporânea mineira.
Estudou Arquitetura em Belo Horizonte, (1963), na Escola de Arquitetura da Universidade Federal de Minas Gerais, formando-se em 1967.
Produziu muitos projetos em parceria com sua companheira Jô Vasconcellos.
Contestador e irreverente, criou, no final da década de 1970, junto com Jô Vasconcellos e o arquiteto Sylvio de Podestá, as revistas Vão Livre e Pampulha, onde constestou os modelos de arquitetura vigentes. 

## Principais obras
- 1989/1993 - Centro Empresarial Raja Gabaglia, Belo Horizonte-MG
- 1984/1985 - Centro de Apoio Turístico Tancredo Neves, Belo Horizonte-MG
- 1983 -Casa Arquiepiscopal de Mariana.